# Dubh (mitologia)
Dubh – postać z mitologii celtyckiej. 
Była Druidką, zazdrosną o męża Ennę, zakochanego w innej kobiecie. Jej historia przyczyniła się do powstania nazwy miasta Dublin. Dubh użyła czarów, by spowodować utonięcie konkurentki. Sama z kolei została utopiona przez męża w sadzawce, która zyskała stąd nazwę Dubhlinn ("Sadzawka Dubh").